# میشل شال ۱۸۵۱۰
سیارک ۱۸۵۱۰ (به انگلیسی: 18510 Chasles، نامگذاری:1996SN) هجده هزار و پانصد و دهمین سیارک کشف شده‌است که در ۱۶ سپتامبر ۱۹۹۶ کشف شد.
قدر مطلق سیارک برابر ۱۵٫۸۰ است.